# Buzău (Fluss)
Die Buzău (Ausspracheⓘ; deutsch auch Buzau) ist ein 325 km langer rechter Nebenfluss des Sereth im Südosten von Rumänien. Sie hat ein Einzugsgebiet von 5505 km². Im Kreis Buzău ist sie Hauptfluss mit ihren größten Nebenflüssen Pănătău, Slănic und Câlnău.
Im Tal des Flusses liegen die Orte Întorsura Buzăului, Nehoiu, Pătârlagele und Buzău.
Der antike Name des Flusses Buzău ist Musaeus.
Der christliche Märtyrer Sabas der Gote wurde (seiner Legende zufolge) am 12. April 372 in diesem Fluss wegen seines Glaubens ertränkt.